# Liste der Naturdenkmale in Büttelborn
Die Liste der Naturdenkmale in Büttelborn nennt die im Gebiet der Gemeinde Büttelborn im Kreis Groß-Gerau in Hessen gelegenen Naturdenkmale.
| Bild            | Bezeichnung                           | Ortsteil, Lage                                              | Beschreibung                                                          | Art      | Nr. |
| --------------- | ------------------------------------- | ----------------------------------------------------------- | --------------------------------------------------------------------- | -------- | --- |
| Fotos hochladen | 3 Platanen auf dem Friedhof           | Kirchstraße 7 49° 54′ 11,4″ N, 8° 30′ 46,1″ O               |                                                                       | Platane  | 012 |
| Fotos hochladen | 1 Kastanie am Bahnhof                 | Klein-Gerau, Bahnhofstraße 11 49° 55′ 11,2″ N, 8° 30′ 59″ O |                                                                       | Kastanie | 046 |
| Fotos hochladen | 2 Linden vor der evangelischen Kirche | Mainzer Straße 29 49° 54′ 8,1″ N, 8° 30′ 42″ O              | Friedenslinde und Lutherlinde vor der evangelischen Kirche Büttelborn | Linde    | 059 |
| BW              | 1 Ulme im Büttelborner Wald           | außerhalb Ortslage 49° 53′ 0,6″ N, 8° 32′ 18,6″ O           |                                                                       | Ulme     | 066 |

## Belege
1. ↑  Naturdenkmale im Kreis Groß-Gerau. (pdf; 39 kB) Der Kreis Groß-Gerau, 15. Januar 2014, archiviert vom Original (nicht mehr online verfügbar) am 15. Februar 2016; abgerufen am 24. Januar 2016.
2. ↑  
Naturdenkmale im Kreis Groß-Gerau. (pdf; 851 kB) (Karte). Der Kreis Groß-Gerau, 15. Januar 2014, archiviert vom Original (nicht mehr online verfügbar) am 15. Februar 2016; abgerufen am 24. Januar 2016.

- Karte mit allen Koordinaten:
- OSM |
- WikiMap